# Wilhelm Jensen
Wilhelm Jensen (Heiligenhafen, 15 febbraio 1837 – Monaco, 14 novembre 1911) è stato uno scrittore tedesco.

## Biografia
Wilhelm Jensen nasce a Heiligenhafen, nel ducato di Holstein. Figlio naturale di Hans Jensen (1795–1855), sindaco di Kiel e successivamente amministratore di Landvogt e dell'isola Sylt, di famiglia di antica nobiltà.
Dopo aver frequentato le scuole secondarie a Kiel e a Lubecca, Jensen studia medicina  all'Università de Kiel, Würzburg, Jena e Breslau. Abbandonerà la professione medica per la carriera letteraria. Si laurea in filosofia nel 1860 a Monaco dove inizia l'attività giornalistica.
Nel 1865 sposa a Vienna Marie Brühl e si stabilisce a Stoccarda (1865–1869). Jensen dirige per un breve periodo il quotidiano Schwabische Volkszeitung; diviene amico dello scrittore Wilhelm Raabe. La coppia ha sei figli  di cui quattro sopravvissuti.
Jensen diventa capo redattore del Norddeutsche Zeitung a Flensbourg. Nel 1872 ritorna a Kiel, poi vive dal 1876 al 1888 a Freiburg-im-Breisgau (Friburgo in Brisgovia), dove conosce il pittore Emil Lugo.
Nel 1888 la famiglia si trasferisce in Baviera, trascorrendo l'inverno a Monaco e l'estate a Prien am Chiemsee. Dal 1892 a 1901, i Jensen e Lugo fanno quattro viaggi in Italia.
Whilhelm Jensen è sepolto con la moglie († 1921) sull'isola Frauenchiemsee, accanto all'amico Lugo.

## Le Opere

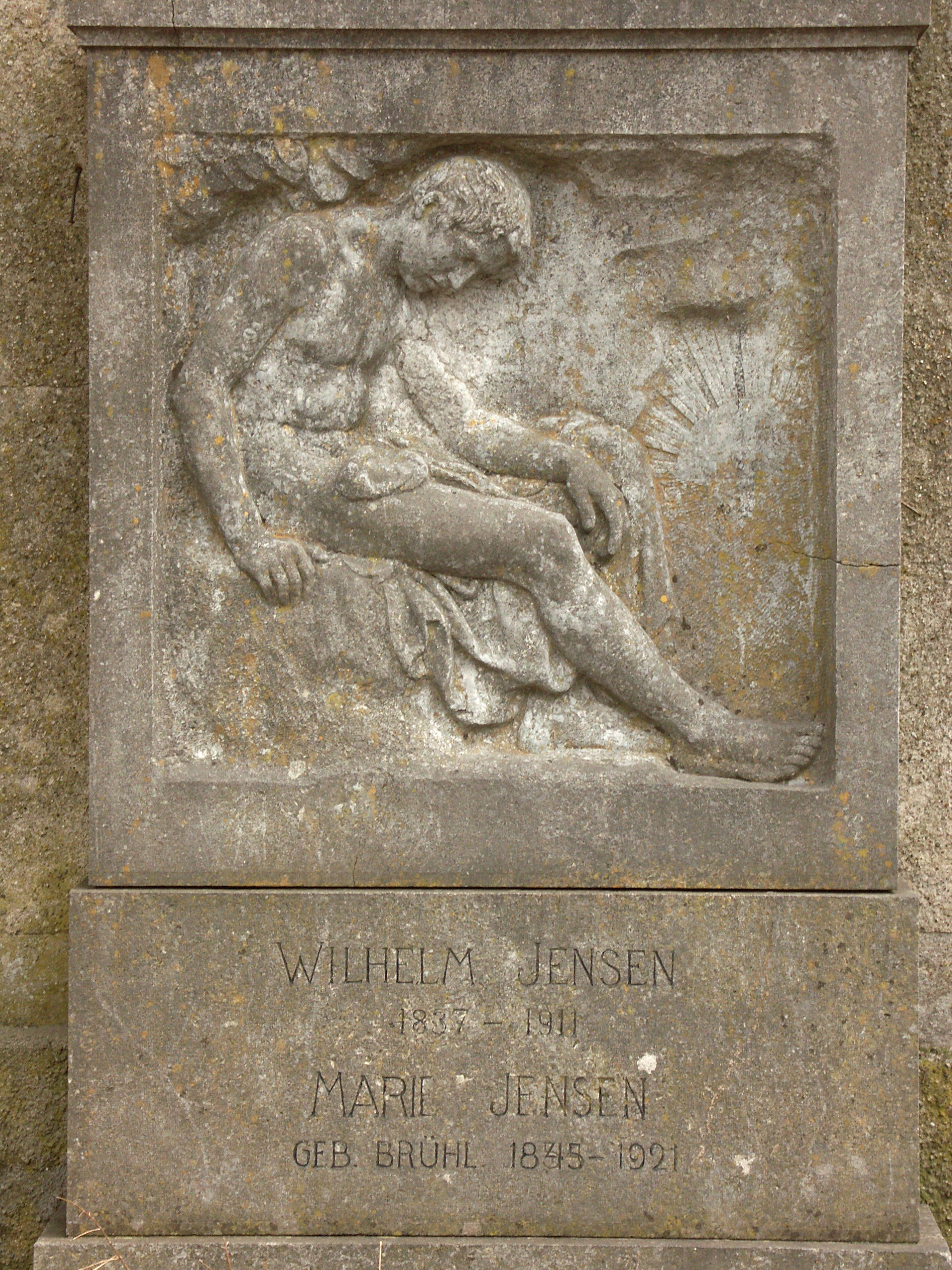
Pietra tombale di Wilhelm e Marie Jensen (Bassorilievo di Bernhard Bleeker, 1912 circa).

Scrittore fecondo e ricco d'inventiva è autore di novelle, romanzi e poesie. 
Una sua novella Gradiva, pubblicata nel 1903, suscitò tanto l'interesse di Sigmund Freud da diventare l'oggetto di un suo studio Delirio e sogni nella "Gradiva" di W. Jensen pubblicato nel 1923. La novella è stata tradotta in italiano per la prima volta nel 1961 dal letterato e psicoanalista Cesare Musatti.
Alcune delle opere più note:
- Magister Timotheus (1866) - la prima di una serie di opere che gli dettero notorietà a cavallo del secolo
- Die braune Erika (1868)
- Unter heisserer Sonne (1869)
- Eddystone (1872)
- Nirwana (1877)
- Am Ausgang des Reiches (1885)
- Karin von Schweden (1878) (un romanzo storico più volte ristampato9
- Gradiva, una fantasia pompeiana (1903)
- König Friedrich (1908).